# Хехцирский заказник
Хехцирский заказник — государственный природный заказник федерального значения в Хабаровском крае.

## История
Заказник бы учреждён 18 июня 1959 года с целью сохранения, восстановления и воспроизводства редких видов животных, занесённых в Красные книги МСОП и РФ.

## Расположение
Заказник располагается в системе хребтов Большой и Малый Хехцир, на территории Хабаровского района Хабаровского края. Общая площадь заказника составляет 56 000 га.

## Климат
В январе средняя температура — − 21 °С, в июле — 21,2 °С. Среднегодовое количество осадков составляет 699 мм.

## Флора и фауна
Растительный мир заказника включает такие виды, как кедр, дуб, ель, пихта, берёза и осина. Широко распространены охотничьи виды животных: изюбрь, косуля, кабан, лось, соболь, колонок, белка, норка, выдра, барсук, лисица, енотовидная собака, заяц-беляк, заяц маньчжурский, медведи бурый и гималайский, рябчик, тетерев, фазан. На территории заказника обитают животные, занесённые в Красные книги: тигр амурский, мандаринка, дальневосточный аист, чёрный журавль, скопа, орлан-белохвост, уссурийский зуёк, райская мухоловка, чёрный аист, ястребиный сыч.